# Ceraclea brachyclada
Ceraclea brachyclada är en nattsländeart som beskrevs av Yang och Morse 1997. Ceraclea brachyclada ingår i släktet Ceraclea och familjen långhornssländor. Inga underarter finns listade i Catalogue of Life.